# Мрачна академска естетика
Мрачна академска естетика или мрачна академија (енгл. Dark academia), јесте естетски тип и поткултура настала на друштвеним мрежама. Поткултура се фокусира на и брине за више образовање, писање, поезију, уметност, античку Грчку и готску архитектуру.

## Естетика
Мода 1930-их и 1940-их је истакнута у мрачној академској естетици, посебно кроз одевне предмете које су носили студенти Оксбриџу, елитним високошлоским и припремним школама тог периода. Неки од одевних предмета који се највише повезују са естетиком су кардигани, џемпери, блејзери, кошуље, кариране сукње, оксфордске ципеле и одећа са пепито дезеном и од твида, чија се палета боја углавном састоји од црне, беле, беж, браон, тамнозелене, а повремено тамноплава.
Поткултура се такође инспирише идеализованом естетиком високог образовања и академске заједнице, често истичући фотографије књига и библиотека. Активности као што су калиграфија, посете музејима, библиотекама и кафеима, као и целовечерње сесије учења су уобичајене припадницима поткултуре.
За поткултуру се везују слике јесени, готска и неоготска архитектуре, светлост свећа, намештај од тамног дрвета и густе, претрпане собе.
Поткултура је описана као максималистичка и носталгичарска.
Универзитети који су често представљени на сликовним приказима мрачне академске естетике укључују: Оксбриџ, Универзитет Дарам, Универзитет у Единбургу и Универзитет Харвард.
Поткултура дели сличности са готичарском поткултуром по томе што романтизују проналажење лепоте и поетичности у мрачним темама.

## Историја
Роман Доне Тарт The Secret History објављен 1992. и који говори о убиству које се дешава у групи студената класика на елитном колеџу у Новој Енглеској, сматра се инспирацијом за мрачни академски књижевни жанр.
Током 2015. поткултура је почела да прераста у естетику на сајту Тумблр, са стварањем књижевног клуба који се фокусирао на класичне и готске романе. Естетски правац је затим прерастао у посебну субкултуру, чему су допринеле објаве на друштвеној мрежи Инстаграм.
Мрачка академска естетика добија на популарности током пандемије COVID-19 због чега су многе школе биле затворене.

## Дела
Бројни класици књижевности, попут Вајлдовог Слика Доријана Греја и Морис од Е. М Форстера, као и дела писаца као што су Лорд Бајрон и Перси Биш Шели, цитирани су као утицајни или популарни унутар поткултуре, или као аутори који се уклапаје у естетику поткултуре. Новије књиге, попут Џ. К. Роулингове серије о Харију Потеру, If We Were Villains М. Л. Рија и Ninth House Лија Бардуга такође су навођене као популарне и утицајне књиге.
Низ филмова и ТВ серије такође су наведени као утицајни на развој мрачне академске естетике. Филм из 1989. године Друштво мртвих песника и филм из 2013. Kill your darlings посебно су приписани као извори инспирације за мрачну академску естетику. Пишући за Screen rant, Кејлин Пирс-Боен је навела ТВ емисије као што су Ares, The Umbrella Academy, A Series of Unfortunate Events, The Queen’s Gambit и The Magicians међу дела која се уклапају у мрачну академску естетику.

## Реакције и критике
Писац Зое Робертсон сматра да се поткултура ослања на „заводљиве приказе сенковите екстраваганције“ и подсећа је „да види трулеж у темељима институције од које не могу да останем подаље, и да изградим сопствену школу у инат“.
Неки коментатори приписују пораст популарности субкултуре као реакцију на смањење финансирања универзитета и корпоратизацију високог образовања.
Делимично као реакција на раст мрачне академске поткултуре, сродна светла академска поткултура је доживела раст популарности. Ова субуклтура је антипод мрачној академској поткултури, која заступа оптимизам и ношење одеће светлијих боја и тонова.
Субкултура је критикована из различитих разлога, укључујући евроцентризам, недостатак разноликости и подстицање избора нездравог начина живота.
Многа књижевна дела која су истакнута у мрачној академској естетици су креирана од стране белаца, а међу главним ликовима има мало или нимало етничких мањина. Сара Бертон, сарадница на департману социологије на Ситију, Универзитет у Лондону, приметила је да естетика садржи мало приказа већине жена, радничке класе, људи боје коже, дебелих људи, људи са ниским економским или културним капиталом, људи са инвалидитетом, приказа бриге и кућних активности (посебно уживање у њима), мајчинство, квир теме и свакодневница академског живота.
Амелија Хорган је описала мрачну академију као укорењену у ставовима „старих хуманиста посвећених очувању и одржавању традиционалистичке и хијерархијске културе уз очување наслеђа хуманистичких студија“.
Као одговор на недостатак разноликости у мрачној академској естетици, уложени су напори да се књижевна дела тамнопутих аутора, као што је Лангстон Хјуз, укључе у мрачну академију.
Појединци су тврдили да мрачна академска естетика ставља превише нагласка на естетику уметности и високог образовања уместо правилног проучавања тих дела.
Мрачна академска естетика је критикована због потенцијално нездравог понашања, као што су недостатак сна, прекомерни рад и опсесисовност. Потенцијална промоција велике употребе алкохола и кофеина такође је била извор критике.